# Hemangioendotelioma epitelioide
Hemangioendotelioma epitelióide (HEE) é um raro tumor vascular, inicialmente descrito por Sharon Weiss e Franz Enzinger, o qual tanto clinicamente quanto histologicamente é intermediário entre o angiosarcoma e o hemangioma. No entanto, alteração genética distinta, diagnóstica da patologia, foi recentemente descrita para HEE, indicando que ele é realmente uma entidade separada tanto do angiosarcoma quanto do hemangioma.
O hemangioendotelioma epitelióide é um sarcoma de partes moles e é geralmente considerado um câncer vascular, na medida em que as  células "lesionais" expressam marcadores de superfície típicos de células endoteliais (células que revestem o interior dos vasos sanguíneos). Originalmente, foi descrito como ocorrendo mais comumente nas veias das extremidades (braços e pernas) e em dois órgãos, o fígado e os pulmões. Desde então tem sido descrito em órgãos por todo o corpo. Além do fígado e dos pulmões, os ossos e a pele foram os órgãos mais freqüentes.
Antes da descrição inicial de Weiss, o tumor tinha sido relatado com uma variedade de outros nomes, incluindo hemangioendotelioma histiocitóide, tumor intravascular broncoalveolar (nos pulmões), e colangiocarcinoma esclerosante. No pulmão e no fígado, sítios comuns de metástases, é mais provável ser confundido com um carcinoma, um tipo de tumor muito mais frequente.
O hemangioendotelioma epitelióide, normalmente, ocorre entre os 20 - 40 anos embora a faixa etária envolvida seja muito mais ampla e tem uma modesta predileção pelo sexo feminino sobre o masculino. Ele muitas vezes tem um curso indolente, e muitas pessoas afectadas sobrevivem por décadas com doença multi-orgânica.[1]:601 A extensão e o número de órgãos envolvidos, aparentemente, tem pouco efeito sobre a longevidade.

## Genética
A citogenética do HEE deu algumas das primeiras pistas de uma alteração genética subjacente. Uma translocação equilibrada e recíproca t (1; 3) (p36.3; q25) em células tumorais de HEE foi descrita pela primeira vez por Mendlick et al em 2001 (PMID 11342784). Seguiu-se a isto a publicação seminal por Tanas et al em 2011 (PMID 21885404) que descreve os genes específicos envolvidos na translocação associada com as formas as mais comuns de HEE. Esta modificação resulta na fusão de genes que codificam para dois co-activadores de transcrição (reguladores de transcrição): TAZ (transcriptional co-activator with PDZ-binding motif) também conhecido como WWTR1 (WW domain-containing transcription regulator protein 1) e CAMTA1 (calmodulin-binding transcription activator 1).  A translocação presente no HEE resulta num "gene de fusão" anormal resultando na síntese de uma variante de proteína de fusão de TAZ que está sempre activada. Esta forma de TAZ reside sempre no núcleo e, portanto, é constitutivamente activa. Ele liga e transforma um membro muito importante da família TEAD de fatores de transcrição e isso faz com que as células proliferem. É essa produção do transcriptoma TAZ-TEAD que faz com que as células endoteliais afetadas cresçam formando tumores. Em células normais, TAZ é considerado um transdutor negativo principal da via Hippo, um sistema de sinalização que regula o tamanho de órgãos, fazendo com que as células parem de crescer quando se tocam (inibição de contato). Muitos sinais à montante regulam o sinal Hippo que normalmente funciona para desligar ou desativar TAZ, mantendo-o no citoplasma e fora do núcleo. Em células de HEE, a fusão anormal TAZ é "imune" a este sinal e apenas permanece no núcleo,  continuamente estimulando o crescimento celular.
Note-se que cerca de 10% dos pacientes com HEE abrigam uma translocação diferente. Esta resulta de forma semelhante na activação constitutiva de YAP, um ortólogo de TAZ (isto é, um gene que tem uma sequência e uma função que são muito semelhantes a TAZ). Isto também resulta em crescimento persistente, não regulado das células afectadas e, portanto, causa tumores do tipo HEE.

## Epidemiologia
É tão raro que representa apenas 0,01% da população com câncer e afeta cerca de 1 pessoa em cada 1 milhão em todo o mundo. Cerca de 20 casos são diagnosticados nos EUA a cada ano - a causa é desconhecida. 

## Prognóstico
Embora o HEE apresente-se tipicamente como um tumor de baixo grau ocasionalmente pode apresentar-se como alto grau e mais agressivo. Quando o sítio primário é a pleura, por exemplo, está associado a um curso muito mais agressivo e difícil de tratar. Não há nenhum tratamento de quimioterapia padrão para HEE atualmente, mas algum sucesso com drogas como interferon, paclitaxel, quimioterapia combinada MAID, talidomida e doxorrubicina têm sido relatados. Não responde a nenhuma forma conhecida de quimioterapia, tornando o tratamento muito difícil. Em Londres é utilizado um tratamento designado por eletroporação irreversível que consiste em enviar impulsos elétricos às células cancerígenas para as destruir. 